# Orazio Cremona
Orazio Cremona (ur. 1 lipca 1989 w Johannesburgu) – południowoafrykański lekkoatleta specjalizujący się w pchnięciu kulą.
W 2007 został wicemistrzem Afryki juniorów. Rok później bez powodzenia startował na juniorskich mistrzostwach świata w Bydgoszczy. W 2010 zdobył brąz mistrzostw Afryki. W 2012 sięgnął po srebro afrykańskiego czempionatu w Porto-Novo. Siódmy zawodnik halowych mistrzostw świata w Sopocie (2014). W tym samym roku zajął 4. miejsce na igrzyskach Wspólnoty Narodów oraz zdobył złoto na mistrzostwach Afryki.
Złoty medalista mistrzostw Republiki Południowej Afryki.
Rekordy życiowe: stadion – 21,51 (27 kwietnia 2019, Germiston); hala – 20,49 (7 marca 2014, Sopot).

## Osiągnięcia
| Rok  | Impreza                     | Miejsce    | Lokata            | Wynik |
| ---- | --------------------------- | ---------- | ----------------- | ----- |
| 2007 | Mistrzostwa Afryki juniorów | Wagadugu   | 2. miejsce        | 17,66 |
| 2008 | Mistrzostwa świata juniorów | Bydgoszcz  | el. – 19. miejsce | 18,28 |
| 2010 | Mistrzostwa Afryki          | Nairobi    | 3. miejsce        | 18,27 |
| 2012 | Mistrzostwa Afryki          | Porto-Novo | 2. miejsce        | 19,19 |
| 2013 | Mistrzostwa świata          | Moskwa     | el. – 15. miejsce | 19,42 |
| 2014 | Halowe mistrzostwa świata   | Sopot      | 7. miejsce        | 20,49 |
| 2014 | Igrzyska Wspólnoty Narodów  | Glasgow    | 4. miejsce        | 20,13 |
| 2014 | Mistrzostwa Afryki          | Marrakesz  | 1. miejsce        | 19,84 |
| 2014 | Puchar interkontynentalny   | Marrakesz  | 6. miejsce        | 19,96 |
| 2015 | Mistrzostwa świata          | Pekin      | el. – 27. miejsce | 18,63 |
| 2016 | Mistrzostwa Afryki          | Durban     | 5. miejsce        | 19,15 |
| 2017 | Mistrzostwa świata          | Londyn     | el. – 23. miejsce | 19,81 |
| 2018 | Igrzyska Wspólnoty Narodów  | Gold Coast | 6. miejsce        | 20,51 |
| 2019 | Igrzyska afrykańskie        | Rabat      | 5. miejsce        | 20,06 |
| 2019 | Mistrzostwa świata          | Doha       | el. – 24. miejsce | 19,98 |